# Quartier de la Goutte-d'Or

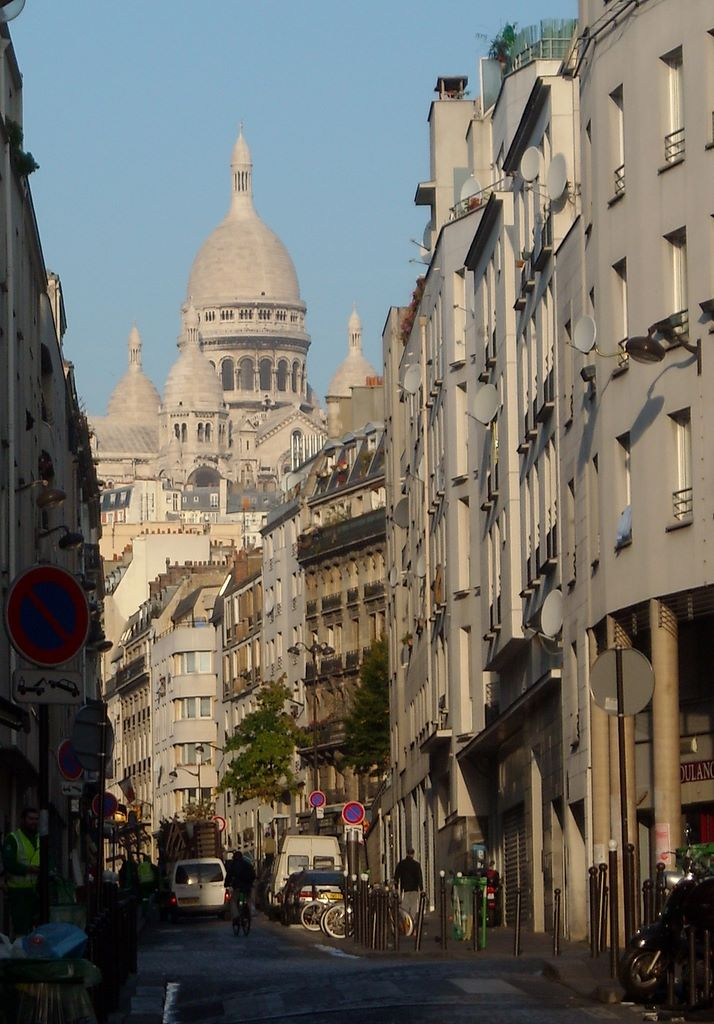
Ulice Rue de Chartres v centru čtvrti

Quartier de la Goutte-d'Or (česky doslova čtvrť Zlatá kapka) je 71. administrativní čtvrť v Paříži, která je součástí 18. městského obvodu. Má rozlohu 109 ha, z čehož ale 49 ha zabírá Severní nádraží. Její hranice tvoří ulice Boulevard de la Chapelle na jihu, Boulevard Barbès, Rue des Poissonniers a Avenue de la Porte-des-Poissonniers na západě, Boulevard périphérique na severu a Rue Marx-Dormoy, Rue de la Chapelle a Avenue de la Porte-de-la-Chapelle na východě.

## Historie
Na tomto území do roku 1860 existovala samostatná obec La Chapelle, která byla toho roku připojena k Paříži. V oblasti dnešní čtvrtě se do 18. a 19. století rozkládaly vinice. Také název čtvrti - „Goutte d'Or“ je odvozen od označení jednoho druhu bílého vína, které se zde vyrábělo.
Protože postupem času zdejší bydlení nevyhovovalo moderním nárokům, byl v roce 1983 přijat plán na rozsáhlou rekonstrukci celé čtvrtě. Bylo postupně zbořeno více než 100 budov a na jejich místě vyrostly obytné domy se sociálními byty. Postupná obnova probíhá doposud, i když se v posledních letech značně zpomalila.

## Obyvatelstvo
Čtvrť patří k oblastem s nejvyšším podílem přistěhovalců. Od 80. let 20. století vzrostl poměr imigrantů na 30 %, přičemž průměr v Paříži činí 17,5 %. Nejvíce osob je původem z Maghrebu a subsaharské Afriky.

## Čtvrť v kultuře
Ve svém románu Zabiják Émile Zola umístil děj právě do této čtvrti.

## Vývoj počtu obyvatel
| Rok sčítání | Počet obyvatel | Hustota zalidnění (ob./km²) |
| ----------- | -------------- | --------------------------- |
| 1954        | 38 713         | 35 517                      |
| 1962        | 37 984         | 34 848                      |
| 1968        | 36 026         | 33 051                      |
| 1975        | 31 750         | 29 128                      |
| 1982        | 28 824         | 26 444                      |
| 1990        | 28 138         | 25 814                      |
| 1999        | 28 524         | 26 168                      |